# 尼泊爾民用航空局
尼泊爾民用航空局（羅馬化：Nepāl Nāgarik Uḍḍayan Prādhikaraṇ，簡稱尼泊爾民航局）是尼泊爾政府的行政部門之一，負責管理尼泊爾的民用航空事務，成立於1998年，總部設於首都加德滿都。

## 沿革
原民航局於1957年成立，隸屬勞動和交通運輸部，1960年加入國際民航組織。根據1996年《民航法》，尼泊爾民用航空局於1998年12月31日正式改制成立，管理尼泊爾的民用航空事務，同時負責簽發飛行員執照。
尼泊爾民航局根據國際民航組織規定，建立獨立的航空事故調查單位負責處理飛安事故，但因多次僅以臨時委員會的方式設立而受到批評。

## 外部連結
- 尼泊爾民用航空局 （页面存档备份，存于）（尼泊爾文）（英文）